# Ōba Tsugumi
Ōba Tsugumi (Nhật: 大場 つぐみ) là bút danh của một tác giả nguyên tác truyện người Nhật Bản, được biết đến với tư cách là tác giả nội dung của manga Death Note được minh họa của Obata Takeshi từ 2003 đến 2006, với 30 triệu tập được sưu tập đang lưu hành. Bộ phim thứ hai của bộ đôi là Bakuman. (2008–2012), cũng thành công với 15 triệu bản phát hành. Năm 2014, Oba hợp tác với tác giả của manga Tonari no Kaibutsu-kun là Robico để cùng sáng tác one-shot "Skip! Yamada-kun". Một loạt phim khác với Obata được gọi là Platinum End bắt đầu trong số tháng 12 năm 2015 của Jump SQ vào ngày 4 tháng 11 năm 2015.
Danh tính thực sự của Oba là một bí mật được bảo vệ chặt chẽ. Họ đã trích dẫn Ishinomori Shotaro, Fujiko Fujio và Akatsuka Fujio là những tác giả truyện tranh mà họ được truyền cảm hứng rất nhiều. Như đã nêu trong hồ sơ được đặt ở đầu mỗi manga Death Note, Oba thu thập tách trà và phát triển cốt truyện manga trong khi giữ đầu gối của họ trên ghế, tương tự như thói quen của nhân vật L, một trong những nhân vật chính của bộ truyện. Có suy đoán rằng Oba Tsugumi là bút danh của Gamo Hiroshi, chỉ ra rằng trong Bakuman, chú của nhân vật chính là một họa sĩ truyện tranh kỳ diệu, từng làm việc trong một truyện tranh siêu anh hùng bịt miệng, rất giống với Gamo và Tottemo! Luckyman về mọi mặt, và cả những cốt truyện được vẽ bởi Oba rất giống với Tottemo! Luckyman trong phong cách.  